# Wardita
La wardita és un mineral de la classe dels minerals fosfats, i dins d'aquesta pertany a l'anomenat “grup de la wardita”. Va ser descoberta l'any 1896 a Fairfield (Utah), als Estats Units, sent nomenada així en honor de Henry A. Ward, mineralogista nord-americà.

## Característiques químiques
És un fosfat hidroxilat i hidratat de sodi i alumini, de fórmula NaAl₃(PO₄)₂(OH)₄(H₂O)₂. És l'anàleg amb alumini de la cyrilovita, i l'anàleg amb OH de la fluoro-wardita. Pot ser confosa amb la variscita, molt semblant però del sistema cristal·lí ortoròmbic.

## Formació i jaciments
Apareix com a component dels nòduls fosfàtics de baixa temperatura en roques sedimentàries. És un component inusual en complexos de roques pegmatites zonades.
Sol trobar-se associat a altres minerals com: variscita, mil·lisita, crandal·lita, ferrisicklerita, mitridatita, whitlockita, montgomeryíta, fairfieldita o eosforita.

## Usos
Pot ser emprada com a gemma, molt atractiva.